# Mark Pritchard
Pour les articles homonymes, voir Pritchard.
Ne doit pas être confondu avec Mark Pritchard (homme politique).
Harmonic 313, de son vrai nom Mark Pritchard, est un artiste et DJ australien signé sur Warp Records. Le genre de musique qu'il produit et mixe tourne autour du hip-hop, du dubstep et de l'ambient.

## Biographie
Son parcours débute aux côtés de Tom Middleton – au sein du projet Global Communication, anciennement nommé Jedi Knights – avec qui il produit 76:14, sorti en 1994, salué par la critique. Il intègre pendant plusieurs années différents projets, tels que Reload et Use of Weapons, et revêt de nombreux alias, comme Link, Troubleman ou encore N.Y. Connection. Il choisit le nom de scène « Harmonic 313 » afin de se détacher du duo Harmonic 33 au sein duquel, accompagné de Dave Brinkworth, il évoluait depuis 1998. Sa première sortie sous ce pseudonyme date du 20 janvier 2008 : c'est le maxi EP1. Suit un second maxi, intitulé Dirtbox, sorti le 24 novembre 2008, puis le premier album : When Machines Exceed Human Intelligence, le 2 février 2009.
En 2011, il remixe une chanson de Radiohead, Bloom, issue de l'album The King of Limbs. Deux versions sont disponibles : la première sous son nom Harmonic 313, la deuxième sous son propre patronyme.
Il constitue également, avec Steve Spacek, le projet Africa Hitech (en), actif depuis 2007.
En juin 2013, Mark Pritchard décide d'arrêter d'utiliser ses multiples noms de scènes (dont Harmonic 313) pour sortir ses musiques sous son nom de naissance.
En 2016 il sort son album le plus ambitieux : Under The Sun. Cet album contient de nombreuses collaborations : le musicien Bibio, la chanteuse folk Linda Perhacs, le rappeur Beans et le chanteur de Radiohead, Thom Yorke. Dans une interview publiée en avril 2016, Pritchard dit avoir travaillé sur plusieurs morceaux avec Yorke. A ce jour seulement le morceau Beautiful People a été publié. Les visuels de l'album sont réalisés par l'artiste australien Jonathan Zawada qui a également réalisé la vidéo du premier single de l'album "Sad Arlon".
Après Under The Sun, Pritchard sort Under The Sun (Expanded Vol.1) qui regroupe des morceaux inédits qui n'ont pas été gardés sur l'album et des nouvelles versions de morceaux de l'album.
En mars 2018 sort The Four Worlds qui est dans la continuité de Under The Sun. Il contient des collaborations avec l'écrivain et artiste Gregory Whitehead (en), et la chanteuse The Space Lady (en). Les visuels et vidéos qui accompagnent l'album sont également de Zawada.